# Neosybra hachijoensis
Neosybra hachijoensis är en skalbaggsart som först beskrevs av Hayashi 1961.  Neosybra hachijoensis ingår i släktet Neosybra och familjen långhorningar. Inga underarter finns listade i Catalogue of Life.